# Кассандра Поттер
Касса́ндра (Ке́ссі) По́ттер  (англ. Cassandra "Cassie" Potter), народжена Джо́нсон (англ. Johnson) (*30 жовтня 1981, Беміджі, Міннесота, США) — американська спортсменка, гравець у керлінг. Учасниця XX Зимових Олімпійських ігор у Турині.

## Біографія

### Юні роки
Кессі Джонсон народилася у містечку Беміджі, штат Міннесота у родині керлінгістів. Тим та Ліз Джонсон, її батьки, вигравали національний чемпіонат США з керлінгу у 1980 році, виступаючі у змішаному розряді. Її прадід, дідусь з бабусею, тітки також грали у керлінг. У керлінговому клубі Беміджі вона виступає разом зі старшою сестрою Джемі Джонсон. Займатися керлінгом почала у віці 5 років. У дитинстві вона любила спостерігати за телевізійними трансляціями виступів канадської збірної з керлінгу, що відобразилося на її манері гри.
У 1998 році брала участь у Молодіжному чемпіонаті світу з керлінгу на позиції п'ятої. У 2002 році знову взяла участь у Молодіжному чемпіонаті світу як скіп (капітан) збірної і виграла золоті медалі в матчі проти збірної Швеції. У 2003 році вона привела команду до фіналу турніру, але у фіналі американки поступилися збірній Канади, яку очолювала Марліз Міллер.

### Професійна кар'єра
У 2005 році клуб з Беміджі виграв Олімпійський відбір у США і отримав право представляти країну на Чемпіонаті світу з керлінгу серед жінок у Пейслі та на XX Зимових Олімпійських іграх у Турині.
На першому дорослому Чемпіонаті світу Кессі Джонсон привела команду до фіналу, де команда США програла Швеції, яку очолювала Анетте Норберг. Тим не менш, у США вона була проголошена гравцем року у керлінг серед жінок.
У 2006 році на XX Зимових Олімпійських іграх команда у складі Кессі Джонсон, Джемі Джонсон, Джессіка Шульц, Морін Брант та Кортні Джордж виступила невдало, зайнявши восьме місце.
На іграх несподівано для себе Кессі Джонсон стала секс-символом, її біографію на сайті NBC передивилося більше глядачів, ніж у інших учасників Олімпійської збірної США. Вона отримала безліч пропозицій щодо одруження з усіх куточків світу у офіційному блозі жіночої команди США з керлінгу, який, навіть, вийшов з ладу під час ігор, отримавши 12,9 мільйона хітів у день.
Ми отримали листи з Німеччини та Бельгії, де писалося «Я кохаю тебе!» — сміється Поттер. Я кажу: «Що? Та ви лише бачили мене на ТБ!»
Після олімпіади деякий час скіпом КК Беміджі буда Джессіка Шульц, але у березні 2006 року Джонсон повернулася на свою позицію.

### Особисте життя
Кессі Джонсон закінчила Державний університет Беміджі і отримала ступінь з графічного дизайну. Її наречений, Коррі Поттер, вчився на тієї ж спеціальності. У 2007 році вони одружилися.
Серед її хобі, окрім керлінгу, є рибальство та прослуховування музики.

## Досягнення
- 2002 Молодіжний чемпіонат світу з керлінгу, Срібний призер
- 2003 Молодіжний чемпіонат світу з керлінгу, Золотий призер
- 2005 Чемпіонат світу з керлінгу серед жінок, Срібний призер
- 2005 США, Гравець року у керлінг серед жінок